# Ipiranga (empresa)
Ipiranga é uma empresa brasileira, pertencente ao Grupo Ultra, e uma das maiores empresas brasileiras de distribuição de combustíveis e varejo.
De acordo com a revista Exame, a empresa possui cerca de 7.200 postos de combustíveis em todo o território nacional, mais de 1.200 lojas de conveniência e 1.500 unidades de Jet Oil, unidade de serviços automotivos e troca de óleo.[carece de fontes?]
A Ipiranga tem sede no Rio de Janeiro e possui escritórios e bases de distribuição por todo o país, com cerca de 3 mil funcionários diretos e de 70 mil indiretos.[carece de fontes?]

## História

### Companhia Brasileira de Petróleo Ipiranga
A Companhia Brasileira de Petróleo Ipiranga originou-se da Destilaria Rio-Grandense de Petróleo, primeira destilaria brasileira, fundada em novembro de 1934 por um grupo de investidores brasileiros e argentinos, em Uruguaiana, RS. A destilaria produzia em alta escala gasolina, querosene, óleo diesel e óleo combustível. Em agosto de 1936, os donos da Destilaria Rio-Grandense uniram interesses e capitais com um grupo de investidores uruguaios e criaram a Ipiranga S.A., Companhia Brasileira de Petróleos. A nova empresa foi constituída em Rio Grande, RS. Em 7 de setembro de 1937 foi fundada a Refinaria de Petróleo Riograndense na cidade de Rio Grande e que marcou também a fundação da Petróleo Ipiranga.
Em 1938, a Ipiranga inaugurou o primeiro posto de combustíveis com a bandeira da empresa também na cidade de Rio Grande (RS). No mesmo ano, o Presidente Getúlio Vargas assinou um decreto que nacionalizou a indústria de refinação de petróleo. As ações controladas por estrangeiros foram, então, negociadas entre brasileiros que já tinham um vínculo com a refinaria.
Na década de 40, a Ipiranga ampliou a sua gama de produtos, passando a produzir solventes, asfalto, lubrificantes e inseticidas no Brasil, pois as importações desses e outros produtos foram restritas com a Segunda Guerra Mundial. Os postos também passaram a vender carvão vegetal para os veículos movidos a gasogênio. A refinaria chegou a parar suas atividades durante a guerra, porém retomou-as com o seu fim. Mais tarde, em 1953, entraram em funcionamento as unidades de craqueamento térmico, adquiridas nos Estados Unidos, que permitiram a fabricação de novos combustíveis.
Em 1957, a Ipiranga dividiu suas operações de distribuição de combustíveis em duas empresas, a Distribuidora de Produtos de Petróleo Ipiranga (DPPI), responsável pela Região Sul, e a Companhia Brasileira de Petróleo Ipiranga (CBPI), abrangendo todas as outras regiões. Dois anos depois, em maio de 1959, a Ipiranga comprou a Gulf Oil Brasil, ampliando sua atuação no território brasileiro. Juntas, a CBPI e a DPPI passaram a representar 10% do mercado nacional.
A partir da década de 60, a Ipiranga iniciou a sua diversificação em outros setores, como pavimentação, química, petroquímica, fertilizantes, insumos agrícolas, pesca, agricultura, reflorestamento, administração e hotelaria. Essa estratégia ajudou a companhia a resistir ao “choque do petróleo” de 1973. No ano de 1970, a DPPI comprou 40 postos da rede Sagol em Porto Alegre.
Em 1993, a Ipiranga comprou a rede de postos Atlantic no Brasil e consolidou sua posição entre as maiores empresas de distribuição de combustíveis do país. De acordo com o jornal O Globo, a compra da Atlantic foi a maior negociação até então realizada por uma empresa privada nacional. Na ocasião, a Ipiranga herdou 11 pontos da franquia am/pm. No ano seguinte, a empresa lançou a Jet Oil, franquia de serviços automotivos e troca de óleo.
De acordo com a revista Green Building, a unidade da Ipiranga em Londrina, em 1998, foi a primeira empresa de distribuição de combustíveis na América Latina a ser certificada conforme a ISO 14001 – Sistema de Gestão Ambiental.
Na década de 2000, importantes acontecimentos tornam a Ipiranga a maior empresa privada de postos de combustíveis do Brasil e uma marca cada mais forte na lembrança dos consumidores. Em 2006, a Ipiranga passou a oferecer biodiesel em seus postos.
Em março de 2023, com o novo propósito "abastecer a vida e movimento", a Ipiranga anunciou a evolução de sua marca e a renovação da identidade visual de seus negócios.

### Ipiranga
Em março de 2007 o controle acionário do Grupo Ipiranga foi vendido para as empresas Petrobras, Ultra e Braskem. A operação foi considerada, na época, o maior negócio já realizado no Brasil. Com a venda, o Ultra assumiu a rede de distribuição de combustíveis da Ipiranga nas regiões sul e Sudeste, bem como a marca Ipiranga. Com a aquisição, o Ultra se transformou na segunda maior companhia de distribuição de combustíveis do Brasil, detendo participação de 15% do mercado - posição detida na época pela Ipiranga. No mesmo ano, foi lançado o cartão Ipiranga Carbono Zero, um cartão de crédito no qual uma parte do valor gasto na compra de combustível é investido em programas de neutralização de carbono, como o plantio de árvores.
No ano seguinte, em 2008, o Ultra comprou a distribuição de combustíveis da Texaco no Brasil, com bandeira presente em 1986 postos no país. Com isso, a Ipiranga assumiu os postos da marca e voltou a ter presença com rede própria nas regiões Centro-Oeste, Norte e Nordeste. (Estadão 2) De acordo com o contrato, o Ultra poderia manter a marca Texaco por cinco anos, devendo substituí-la posteriormente pela bandeira Ipiranga. Com a compra, o Ultra passou a deter 23% do mercado brasileiro de combustíveis.
No mesmo ano, a Ipiranga lançou o Jet Oil Motos, uma franquia especializada na troca de óleo e serviços para motos.
Em outubro de 2010, o Ultra adquiriu 100% da Distribuidora Nacional de Petróleo (DNP), ampliando o volume da Ipiranga nos estados de Amazonas, Rondônia, Roraima, Acre, Pará e Mato Grosso.(Estadão) No ano seguinte, a rede de postos Ipiranga implantou um projeto de coleta de pilhas, baterias e celulares em cerca de 30 postos da cidade do Rio de Janeiro, nas unidades Jet Oil.
Em 2011, a Ipiranga lança o posicionamento de “Lugar Completo”. Mais do que um posto de gasolina, a Ipiranga entende seu potencial de atender diversas demandas dos consumidores em uma única parada. O novo posicionamento firma-se como uma estratégia de diferenciação bem-sucedida, principalmente pelo jargão publicitário “Pergunta lá no Posto Ipiranga”.
Em novembro de 2012, a Ipiranga fez uma parceria com a Odebrecht TransPort (atual Novonor) para criar a ConectCar, empresa que atua no segmento de pagamento eletrônico de pedágios, estacionamentos e combustíveis. A ConectCar iniciou suas operações em abril de 2013 no estado de São Paulo. Em 2013, houve o lançamento da am/pm Suprimentos, solução de logística própria para abastecer as lojas am/pm com mais eficiência.
No ano seguinte, em 2014, a Ipiranga foi eleita, pelo quarto ano consecutivo, a melhor empresa de atacado pelo anuário Melhores e Maiores da revista Exame. (Exame 5) (Apsis) No mesmo ano, a am/pm foi eleita a 11ª franquia que mais fatura no Brasil pela revista Exame. (am/pm) (Exame 6) (FDBE) A am/pm é um sistema de franquias administrado pela Ipiranga, com mais de mil unidades em operação e marca própria de comidas e bebidas.
Em 2016, O caminhão do Cinema na Estrada começa a percorrer os postos de Rodovia de todo país, levando entretenimento e cultura para os caminhoneiros. Além da exibição de filmes nacionais e internacionais de grande sucesso, a ação ainda oferece pipoca e refrigerante aos espectadores gratuitamente.
Também neste ano, a Ipiranga lançou o aplicativo Abastece Aí, meio de pagamento para clientes da rede de Postos Ipiranga acessarem os benefícios exclusivos para os participantes do programa Km de Vantagens, como o desconto no combustível, o uso em compras nas lojas de conveniência am/pm e nas unidades de serviços automotivos, o Jet Oil.
Em 2017, a presença online é potencializada com ações específicas customizadas para cada uma das redes sociais. Com perfis ativos e relevantes no Youtube, Facebook, Twitter, Instagram, Snapchat, Spotify e Linkedin, a marca Ipiranga alcança públicos ainda mais diversificados e torna-se mais forte. No mesmo ano, mais um combustível com tecnologia de ponta chega aos postos Ipiranga. É a gasolina OCTAPRO, com muito mais octanagem por litro, voltado para veículos de alta performance.
O ano de 2018 começa com o lançamento da marca ICONIC Lubrificantes, empresa criada da associação da Chevron Brasil e Ipiranga Lubrificantes. Na sequência, em parceria com a Ipiranga, uma nova plataforma de gestão de frotas foi lançada no mercado. O Pró-Frotas é um sistema totalmente digital que permite a empresários estruturar, monitorar e controlar os veículos da sua empresa de forma remota, por meio da internet.
Em 2019, o Km de Vantagens, maior programa de fidelidade do Brasil, alcançou a marca de 30 milhões de usuários cadastrados e expandiu seus benefícios. Neste ano também, a Ipiranga lançou o Turbo, hub de inovação da empresa. Por meio de squads multidisciplinares, relacionamento com startups e metodologias de inovação, a área apoia o desenvolvimento de novos negócios inovadores, com potencial transformacional para a Ipiranga e seus clientes. Ainda em 2019, a Ipiranga ampliou sua linha de combustíveis com o Diesel Rendmaxn, que conta com aditivos exclusivos em sua fórmula e promove uma diminuição no consumo de combustível acima de 3% em relação ao diesel comum.
KM DE VANTAGENS
O programa de fidelidade Km de Vantagens segue a estratégia de inovação e diferenciação da companhia. Criado em 2010, o Km de Vantagens já ultrapassou a marca de 32 milhões de participantes, sendo o maior do País. Pelo programa, cada compra efetuada nos postos Ipiranga, nas franquias am/pm, Jet Oil e Jet Oil Motos, e nos sites de e-commerce da empresa Ipirangashop, Shopvinhos e KMVPneus geram km (pontos do programa), que podem ser trocados por benefícios especiais como passagens aéreas, desconto em ingressos de cinema no Brasil, descontos de até 20% no combustível no Posto Ipiranga na Web, vantagens nas lojas am/pm e no Jet Oil, além de exclusividades em mais de 160 parceiros.